# ثلم هاريسون
ثلم هاريسون (بالإنجليزية: Harrison's groove)‏، وأيضاً يعرف باسم أخدود هاريسون (بالإنجليزية: Harrison's sulcus)‏، هو خط أفقي على الحد السفلي للصدر حيث الحجاب الحاجز يتصل بالأضلاع.
يحدث عادةً بسبب الربو المزمن أو مرض الجهاز التنفسي الانسداد. كما يمكن أن يظهر في الكساح لأن المرضى يفتقرون إلى التزود بمعدن الكالسيوم في العظام والضروري لتصلبها، وبالتالي فإن الحجاب الحاجز، الذي هو دائمًا في توتر، يسحب العظم اللين إلى الداخل. سمي نسبةً إلى إدوارد هاريسون.